# シトーレ
シトーレ (Xitole) はギニアビサウ中部の町。バファタ州シトーレ区に位置し、シトーレ区の首府である。